# Sacesphorus maculatus
Genre
Espèce
Sacesphorus maculatus, unique représentant du genre Sacesphorus, est une espèce d'opilions laniatores de la famille des Assamiidae.

## Distribution
Cette espèce est endémique de la région de Bago en Birmanie. Elle se rencontre vers Pégou.

## Description
Le mâle syntype mesure 3 mm

## Publication originale
- Thorell, 1889 : « Aracnidi Artrogastri Birmani raccolti da L. Fea nel 1885-1887. » Annali del Museo Civico di Storia Naturale di Genova, sér. 2, vol. 7, p. 521-729 (texte intégral).